# دونووان استیتس (آریزونا)
دونووان استیتس (به انگلیسی: Donovan Estates) یک منطقهٔ مسکونی در ایالات متحده آمریکا است که در آریزونا واقع شده‌است. دونووان استیتس ۰٫۳۱ کیلومتر مربع مساحت و ۱٬۵۰۸ نفر جمعیت دارد و ۳۳ متر بالاتر از سطح دریا واقع شده‌است.